# 福岡県知事公舎

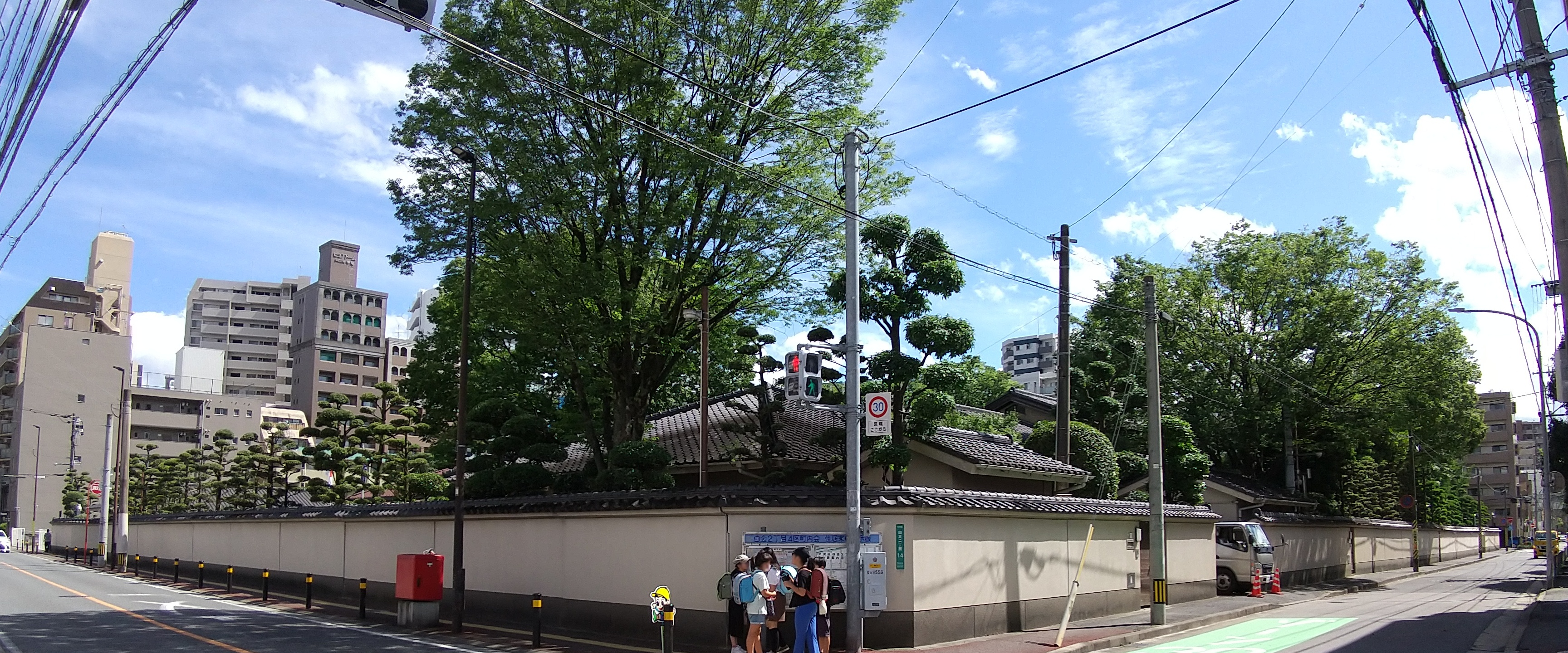
福岡県知事公舎

福岡県知事公舎（ふくおかけんちじこうしゃ）は、福岡県福岡市中央区白金2-14-44に所在する福岡県知事の宿舎。

## 概要
現在の知事公舎は亀井光福岡県知事時代に考案され、1981年11月に完成した。この知事公舎建設は福岡県庁舎の移転と併行して行われた。4217平方メートルの敷地内に鉄筋コンクリート平屋で和室・洋室の各二部屋の「公邸」（約356平方メートル）と4DKの「居住部分」（約383平方メートル）をL字型につないだ構造となっている。間取りは洗面所や小さな部屋まで含めると24部屋である。また鉄筋コンクリートの平屋の秘書公舎・車庫・倉庫が知事公舎に隣接している。
完成直後は約4億円と発表されたが、マスコミの追及によって総額約6億円かかっていたことが判明し、ほぼ同時期にできた北海道や秋田県の知事公舎の約3倍となった。和風造園にかかった費用9000万円のうち、ケヤキ16本分の計970万円は県有施設緑化事業費から流用され、その影響で養護学校等の緑化予算が大幅に削られた。また、10脚で360万円のソファセット、2店で110万円の飾り棚、2個で3万4000円のくず入れ、13個で20万8000円の灰皿など、家具調度品に最高級品が購入されていた。さらに知事の私邸部分に950万円の県費を投じて、ソファ、飾り棚、テーブル、食卓、イス、置台、食器棚、カラーテレビ、冷蔵庫、乾燥機付き洗濯機、電子レンジ、掃除機、こたつなどの家具調度品が購入されていた。国の場合は国家公務員宿舎法第11条で公邸の備品について、「もっぱら居住者の私用に供ずるものを除く」として公私を区別しているものの、地方自治体にはこうした法律はなく、他の道県である秋田県・北海道・富山県・三重県では私用部分では公費は投入されなかった。
知事公舎高額問題に県民から豪華すぎると反発の声が出て監査請求が行われ、有権者の50分の1以上の署名が集まり、監査が行われることとなった。監査請求署名が都道府県単位で行われて法定数に達したのは2例目である。1982年12月28日に福岡県監査委員は「違法の事実は認められなかった」としたが、備品購入、設計変更、造園事業費等について予算執行面で円滑を欠いた点がうかがえ、それが知事公舎に対する県民の批判を招く原因となったとした。
1983年4月に行われた福岡県知事選挙では知事公舎の問題が争点の1つとなり、現職の亀井光が落選し、知事公舎に入居しないことを公約に掲げた奥田八二が当選した。亀井が1983年4月に退任して以降は、奥田は在任中は入居せず、1983年12月に知事公舎条例を廃止し、知事公舎は会議などに利用する高宮別館として機能していた。
1995年4月に知事選に当選した麻生渡は「（知事公舎に入居するかどうかは）議会や県民の意見を決めて決めたい」としていたが、知事選で支援した日本社会党福岡県本部は「（知事公舎は）今や豪華とは言えない」として入居を容認する姿勢を示した。同年8月に「現在では豪華という声は殆ど聞かれない」「迎賓館的役割を持たせる」「通信機器を整え、災害等の緊急時に備える」などとして入居した。その前に県議会で知事公舎条例が改めて制定された。知事公舎の家賃は職員住宅の家賃算定方式や他県の平均などを考慮する形で決定され、知事公舎としては全国最高の月額7万8650円と報じられた。